# 1002 (số)
1002 (một nghìn không trăm linh hai) là một số tự nhiên ngay sau 1001 và ngay trước 1003.